# 吉姆·加文
詹姆斯·D·加文（英語：James D. Garvin，1950年2月5日—），美国NBA联盟前职业篮球运动员。他在1973年的NBA选秀中第17轮第204顺位被布法罗勇敢者选中。